# Brann Bergen
SK Brann Bergen je norský fotbalový klub z města Bergen založený v roce 1908. Klubové barvy jsou bílá a červená.

## Historie
Sídlem je od roku 1919 Brann Stadion v jižní části Bergenu. V Eliteserien debutoval Brann v roce 1947. Často se pohyboval mezi první a druhou ligou, v letech 1979 až 1986 zaznamenal světový rekord, když změnil ligovou příslušnost osmkrát po sobě. Od roku 1987 hraje stabilně nejvyšší soutěž s výjimkou let 2015 a 2022. 
V Poháru vítězů pohárů 1996/1997 postoupil přes Shelbourne FC, Cercle Brugge KSV a PSV Eindhoven do čtvrtfinále, kde vypadl s Liverpoolem. Odchovancem klubu byl Roald Jensen, na jehož počest je udělována Kniksenova cena. Sdružení fanoušků se nazývá Brann Bataljonen, klub má také fanklub v New Yorku.
V srpnu 2021 byli hráči klubu zachyceni kamerovým systémem na stadionu při požívání alkoholu ve společnosti prostitutek. Za porušení protiepidemických opatření a ohrožení dobré pověsti klubu byli z kádru vyloučeni záložník Kristoffer Barmen a brankář Mikkel Andersen.

## Úspěchy
- Vítěz norské fotbalové ligy - 1961/62, 1963, 2007
- Vítěz norského fotbalového poháru - 1923, 1925, 1972, 1976, 1982, 2004, 2023